# ذا هاي وومن
ذا هاي وومن (بالإنجليزية: The Highwomen)‏ هي فرقة كانتري موسيقية، تتألف من براندي كارلايل وناتالي هيمبي ومارين موريس وأماندا شيريس، تم تشكيل الفرقة في عام 2016 تحت وكالة إليكترا ريكوردز.

## الأعمال

### ألبومات أستديو
| العنوان       | تفاصيل                                             | الترتيب في المخططات | الترتيب في المخططات | الترتيب في المخططات | الترتيب في المخططات | الترتيب في المخططات | المبيعات      |
| العنوان       | تفاصيل                                             | الولايات المتحدة    | الولايات المتحدة    | أستراليا            | كندا                | المملكة المتحدة     | المبيعات      |
| ------------- | -------------------------------------------------- | ------------------- | ------------------- | ------------------- | ------------------- | ------------------- | ------------- |
| The Highwomen | - الإصدار: 6 سبتمبر 2019 - الشركة: إليكترا ريكوردز | 10                  | 1                   | 12                  | 31                  | 92                  | - 86,100 نسخة |